# 小沢茂弘
小沢 茂弘（おざわ しげひろ、1922年8月29日 - 2004年10月12日）は、日本の映画監督・脚本家・易者・山伏。
戦後、日本映画の最盛期に娯楽性の高い作品を世に数々送り出し、職人監督と評されている。長野県東筑摩郡四賀村出身。
易者・山伏名：小沢 宏瑞（おざわ こうずい）、本名：小沢 茂美（おざわ しげよし）。

## 生涯
少年時代は松本市で上映される無声映画を頻繁に見ていた。1930年に旧制松本中学に入学。日本大学芸術科専門部映画科へ入学し、演劇科には三木のり平、映画科には沼田曜一がいた。在学中の17歳に映画研究会を作り、熊谷久虎・マキノ正博らに講演依頼をしたのが縁で、やがて正博の家に居候をし、薫陶を受ける。正博から役者を勧められるが、監督を目指していた。
1943年、休学して松竹下加茂撮影所の所長になっていた正博の元で『坊ちゃん土俵入り』『不沈館撃墜』を手伝っていたが、学徒出陣で同年12月1日に陸軍松本第150部隊入隊、1944年5月に豊橋第一陸軍予備士官学校入学する。
1946年1月に正博の元へ戻り、暮れに正博の弟・マキノ光雄がいた松竹の社員となる。1947年7月14日、東横映画へ移っていた光雄を追うように、同社へ移籍。稲垣浩・倉田文人・小杉勇・佐々木康・山本薩夫・渡辺邦男らの映画スタッフを経て、1950年の『日本戦歿学生の手記 きけ、わだつみの声』の助監督となる。しかし酒癖が悪いため、宿屋の二階から机を放りだして玄関のガラスを叩き割り、このような行為が原因で、監督への昇進が遅れることとなる。
助監督の4年を経て、1954年の『追撃三十騎』で初監督。同年9月、東映と専属契約を結ぶ。以降は時代劇・刑事映画・ギャング映画・任侠映画・アクション映画など幅広いジャンルを演出した。東千代之介・伏見扇太郎・波島進・片岡千恵蔵・鶴田浩二・若山富三郎・千葉真一らのシリーズ化された主演映画で2作以上監督している。
映画は113作品を監督したが、自身は「全身全霊を込め、必ず当たるというつもりで作った一本」として、『博徒』（1964年）、『人間魚雷 あゝ回天特別攻撃隊』（1968年）、『激突! 殺人拳』（1974年）の3作を挙げている。
1976年7月28日、佐川清、鈴木正文らと(株)正武プロダクションを設立したが、具体的な活動には進展しなかった。
55歳の1977年に東映を辞め、映画界から離れる。異業種に転身を図るが、新たな仕事はなかなか見つからず、1年3ヵ月無収入で精神的に追い込まれた。ようやく見つけたのが易者で、京都の高嶋易断で2年の修行を経て、1978年1月から石川県金沢市で高嶋宏瑞として易者を開業。同年に山伏の修行を始める。
2004年10月12日午前8時40分、京都市左京区の病院でリンパ腫のため死去、82歳。

## 作風
自身が企画した映画はなく、製作費をオーバーせず期日をキチンと守る手法ながら、多くのヒット作を作り上げてきた。
『博徒』ではヤクザに博奕の中盆を、『激突! 殺人拳』では空手家を重要なキャストに充てがうなど、俳優に演じさせるよりその業界の本職を出演させ、リアルな画を撮る演出をしている。
深澤哲也は「概して作風は荒っぽく、きわめて多作な職人監督なので、当然のことながら失敗作や出来損ないも少なくない」と評している。

## 人物
映画の製作会議で脚本家がシナリオを読み上げた後、不出来のものには「チートモおもろないワ！」と大声で宣告を下し、“小沢天皇”と恐れられていた。笠原和夫は『博徒七人』で、小沢にこれを言われたとき、「まずい下手はあるだろうが、どこがまずいのか、どうして欲しいのかくらい言うべきだろう」と、小沢の目の前で脚本を引き裂き、「降りる」と怒った。クランクインまで5日と迫っていたために小沢とプロデューサーが青ざめ、小沢が笠原に手をついて謝罪したことで、矛を収めて書き直し、製作にこぎつけたが、同作は当たったと笠原は証言している。
1957年の『天狗街道』で、大ベテランの原健策が演技した後、カットをかけて「まぁ、いいでしょう」と言ったため、原が「小沢くん、いま何て言った！」と激怒し、最後は小沢が原に「すいません」と謝り、これが撮影所内で有名な事件になった。同作が本格的な役者デビューだった里見浩太朗は「原さんの心意気に痺れた」と話している。1968年の『人間魚雷 あゝ回天特別攻撃隊』にキャスティングされていた高倉健から「小沢作品には出たくない」と断られたことがあり、小沢は「『役者なんて小道具じゃないか』という考えがあったことは確か」と答えている。#著書で「自分は“困った奴ちゃ”なんで、この態度が原因で東映から解雇された」と認めており、岡田茂 (東映) から「君には徳がない」と言われもした。
一方で石橋雅史は『激突! 殺人拳』で毎日「今日も一日、よろしくお願いしまーすッ」と大きな声で挨拶されたと証言している。笠原和夫は「元来気が小さく、悪い男ではない」、「きちんとした脚本を持っていったときは、芯から嬉しそうな爽やかな笑顔を見せてくれる人でもあった」、唐沢民賢は「口が悪いので誤解されやすい」と、異なる一面を述べている。

## 作品

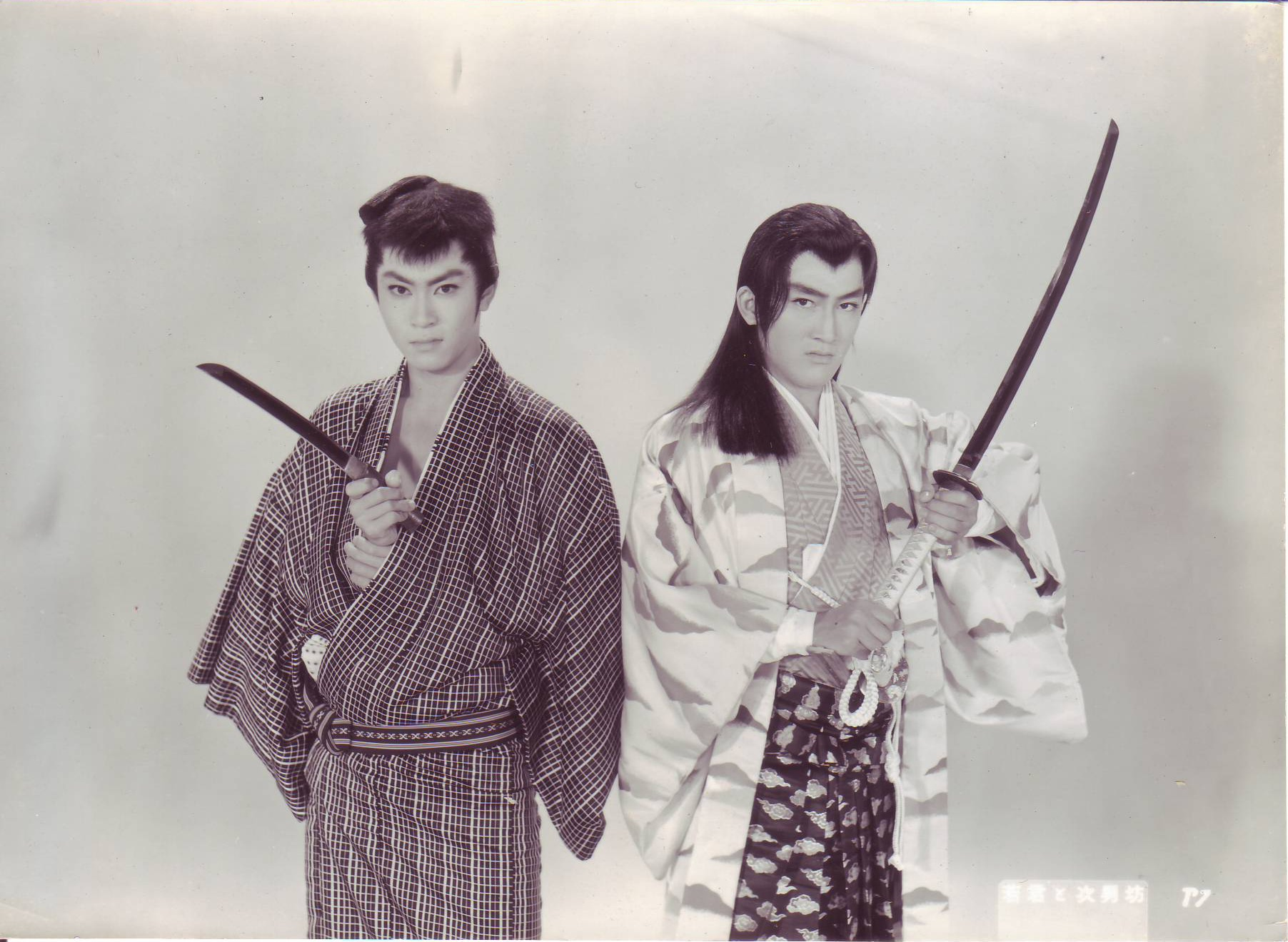
小沢茂弘監督「若君と次男坊」

### 映画
※は脚本を共作
- 日本戦歿学生の手記 きけ、わだつみの声（1950年）☆助監督で参加
- 追撃三十騎（1954年）
- 唄ごよみ いろは若衆（1954年）
- 三日月童子シリーズ（1954年）
  - 三日月童子 第一篇 剣雲槍ぶすま
  - 三日月童子 第二篇 天馬空を征く
  - 三日月童子 完結篇 萬里の魔鏡（1954年）
- あゝ洞爺丸（1954年）
- 百面童子シリーズ（1955年）
  - 百面童子 第一篇 ギヤマンの秘密
  - 百面童子 第二篇 サタンの窟
  - 百面童子 第三篇 バテレンの宴
  - 百面童子 完結篇 イスラムの女王
- 夕焼童子シリーズ（1955年）
  - 夕焼童子 第一篇 出羽の小天狗
  - 夕焼童子 第二篇 暁の槍騎隊
- 忍術三四郎（1955年）
- まぼろし怪盗団シリーズ（1955年）
  - まぼろし怪盗団
  - まぼろし怪盗団 魔王の密使
  - まぼろし怪盗団 悪魔の王冠
- 拳銃対拳銃（1956年）
- 警視庁物語シリーズ
  - 警視庁物語 逃亡五分前（1956年）
  - 警視庁物語 魔の最終列車（1956年）
  - 警視庁物語 夜の野獣（1957年）
- 長脇差奉行（1956年）
- 三つ首塔（1956年）☆共同で監督
- 無法街（1956年）
- 復讐侠艶録（1956年）
- 怒れ! 力道山（1956年）
- 花まつり男道中（1957年）
- 若さま侍捕物帖 鮮血の晴着（1957年）
- 多情佛心（1957年）
- 股旅男八景 殿さま鴉（1957年）
- 天狗街道（1957年）
- 神変麝香猫（1957年）
- 葵秘帖（1958年）
- 伊那の勘太郎（1958年）
- 血汐笛
- 国定忠治（1958年）
- 喧嘩太平記（1958年）
- 無法街の野郎ども（1959年）
- あばれ街道（1959年）
- 地獄シリーズ
  - 地獄の底までつき合うぜ（1959年）
  - 二発目は地獄行きだぜ（1960年）
  - 俺が地獄の手品師だ（1961年）
  - 地獄の裁きは俺がする（1962年）
  - 裏切者は地獄だぜ（1962年）
  - 地獄命令（1964年）
- 新吾十番勝負 第二部（1959年）
- 百万両五十三次（1959年）
- ずべ公天使（1960年）
- 多羅尾伴内 七つの顔の男だぜ（1960年）
- 旅の長脇差 花笠椿（1960年）
- 千両勝負シリーズ（1960年）
  - 嫁さがし千両勝負
  - 恋しぐれ千両勝負（1960年）
- 右門捕物帖 南蛮鮫（1961年）
- 剣豪天狗まつり（1961年）
- 無宿者シリーズ（1961年）
  - アマゾン無宿 世紀の大魔王
  - ヒマラヤ無宿 心臓破りの野郎ども
- はやぶさ大名（1961年）
- 若君と次男坊（1961年）
- 赤い影法師（1961年）
- さくら判官（1962年）
- 花と野盗の群れ（1962年）
- 越後獅子祭り（1962年）
- 旗本やくざ 五人のあばれ者（1963年）
- 新選組血風録 近藤勇（1963年）
- 用心棒市場（1963年）
- 暴力団（1963年）
- ギャング忠臣蔵（1963年）
- 博徒シリーズ
  - 博徒（1964年）
  - 監獄博徒（1964年）※
  - 博徒対テキ屋（1964年）※
  - 博徒七人（1966年）
  - 三人の博徒（1967年）※
  - 博徒列伝（1968年）
  - 博徒一家（1970年）
  - 札つき博徒（1970年）
- 関東シリーズ
  - 関東流れ者（1965年）
  - 関東やくざ者（1965年）
  - 関東破門状（1965年）
  - 関東果し状（1965年）
  - 関東やくざ嵐（1965年）
- お尋ね者七人（1966年）
- 博奕打ちシリーズ
  - 博奕打ち（1967年）
  - 博奕打ち 一匹竜（1967年）
  - 博奕打ち 不死身の勝負（1967年）
  - 博奕打ち 殴り込み（1968年）
  - いかさま博奕（1968年）
- 浪花侠客 度胸七人斬り（1967年）
- 人間魚雷 あゝ回天特別攻撃隊（1968年）
- 馬賊やくざ（1968年）
- 前科者シリーズ
  - 横紙破りの前科者（1968年）
  - 前科者 縄張荒し（1969年）
- 緋牡丹博徒 二代目襲名（1969年）
- 賞金稼ぎシリーズ
  - 賞金稼ぎ（1969年）
  - 賞金首 一瞬八人斬り（1972年）
- ごろつき部隊（1969年）
- 渡世人列伝（1969年）
- 現代女胴師（1970年）
- 遊侠列伝（1970年）
- 女渡世人（1971年）
- 日本侠客伝 刃（1971年）
- 傷だらけの人生シリーズ
  - 傷だらけの人生（1971年）
  - 傷だらけの人生 古い奴でござんす（1972年）
- 日本女侠伝 激斗ひめゆり岬（1971年）
- 望郷子守唄（1972年）
- 極道罷り通る（1972年）
- 着流し百人（1972年）
- 三池監獄 兇悪犯（1973年）
- 殺人拳シリーズ
  - 激突! 殺人拳（1974年）
  - 殺人拳2（1974年）
  - 逆襲! 殺人拳（1974年）
- 極悪拳法（1974年）
- 三代目襲名（1974年）
- 激突! 合気道（1975年）
- テキヤの石松（1976年）
- 女必殺五段拳（1976年）

### テレビ映画
- プレイガール（1969年、東京12ch.） 
  - 第7話「女が命を賭けるとき」
  - 第9話「女は潜って勝負する 」
- 新選組（1973年、CX）
  - 第1話「芹沢鴨死す 豪雨止まず」
  - 第2話「池田屋にきらめく白刃」
  - 第6話「三条大橋に黒い人影」
  - 第7話「祇園小路の人質」
  - 第12話「近藤勇に危機迫る」
  - 第13話「決死隊京に突入す」
  - 第18話「鳥羽伏見の戦い（前）」
  - 第19話「鳥羽伏見の戦い（後）」
- 江戸を斬る 梓右近隠密帳（1973年、TBS）
  - 第5話「和蘭陀囃子の謎」
  - 第9話「決闘鍵屋の辻」
- 賞金稼ぎ（1975年、NET）
  - 第1話「墓場なき兵士たち」
  - 第3話「獄門台のガンマン」
  - 第5話「地獄のハンター」
  - 第18話「国境のローンウルフ」
  - 第19話「謎のスーパーガン」
- 人形左七捕物帳（1977年、ANB）
  - 第33話「泥棒市が結ぶ恋」
  - 第34話「逆夢を買った女」

## 著書
- 小沢茂弘、高橋聡『困った奴ちゃ - 東映ヤクザ監督の波乱万丈』（初版第一刷）ワイズ出版（原著1996年11月10日）。ISBN 9784948735576。OCLC 676010450。